# 人、国家与战争
人、国家与战争是一本現實主義國際關係学者肯尼思·沃爾茲创作的关于國際關係學的书籍，改編自其博士論文，1959年出版。